# ホームラン製作所
株式会社ホームラン製作所（ホームランせいさくしょ）は、テレビ番組の企画・制作やイベントなどを行う制作プロダクションである。
バラエティ番組のディレクターをしていた田中経一が制作会社「日本テレワーク」から独立して設立した。
設立当初の商号は有限会社フラジャイルだったが、同業の株式会社フラジャイルとは無関係である。

## 沿革
- 1997年（平成9年）2月 - 有限会社フラジャイルとして設立。
- 1998年（平成10年）8月 - 有限会社ホームラン製作所に商号を変更。
- 2007年（平成19年）2月 - 有限会社から株式会社ホームラン製作所に商号を変更。

## 所属スタッフ
- 田中経一（代表者／総合演出）

## 主な制作番組

### 現在
- 有吉弘行のダレトク!?（関西テレビ、フジテレビ系列）
- ラストアイドル（テレビ朝日、トップシーン）
- CHEF-1グランプリ（テレビ朝日）

### 以前
- 料理の鉄人（フジテレビ、日本テレワーク）
- とんねるずのハンマープライス（関西テレビ、日本テレワーク）
- とんねるずの本汁でしょう!!　ダービーキッズ（フジテレビ）
- 愛のエプロン（テレビ朝日、メディアネットワーク）
- SURPRISE!（フジテレビ、日本テレワーク）
- ほんパラ!関口堂書店（テレビ朝日、共同テレビ）
- VivaVivaV6（フジテレビ）
- ケータイ将軍（日本テレビ）
- タモリの未来予測TV（フジテレビ、テレコムスタッフ）
- 産直!通販バトル（テレビ東京）
- ★愛と誠★（TBS、ジーヤマ）
- ズバリ言うわよ!（TBS、ジーヤマ）
- 魂のワンスプーン（TBS、ジーヤマ）
- 恐怖の食卓（フジテレビ、NET WEB）
- 龍虎飯店（テレビ朝日、ジーヤマ）
- カノッサの屈辱SP（フジテレビ、日本テレワーク）
- 家事場の女王様（毎日放送、共同テレビ）
- 芸能人(秘)密着24時!天使が見てる（フジテレビ、NET WEB）
- 芸能人6500人完全集計 クイズ!スター大図鑑（日本テレビ、Windie）
- 夢の扉 〜NEXT DOOR〜（TBS、ドリマックス）
- 解禁!(秘)ストーリー 〜知られざる真実〜（TBS）
- ゴレンタン（フジテレビ、FCC、ロジック・エンターテインメント）
- クイズ$ミリオネア（フジテレビ、Windie、NEXTEP〈前：日本テレワーク〉）
- 頭脳回転ずしQ兵衛（関西テレビ）

## テレビ番組以外の仕事

### CM
- 公式携帯サイト『細木数子の六星占術』（サイバード）